# Marcin Chaliński
Marcin Chaliński herbu Szeliga – miecznik dobrzyński w latach 1758–1774, skarbnik dobrzyński w latach 1756–1758, marszałek i konsyliarz konfederacji radomskiej ziemi dobrzyńskiej w 1767 roku.